# Homs (provins)

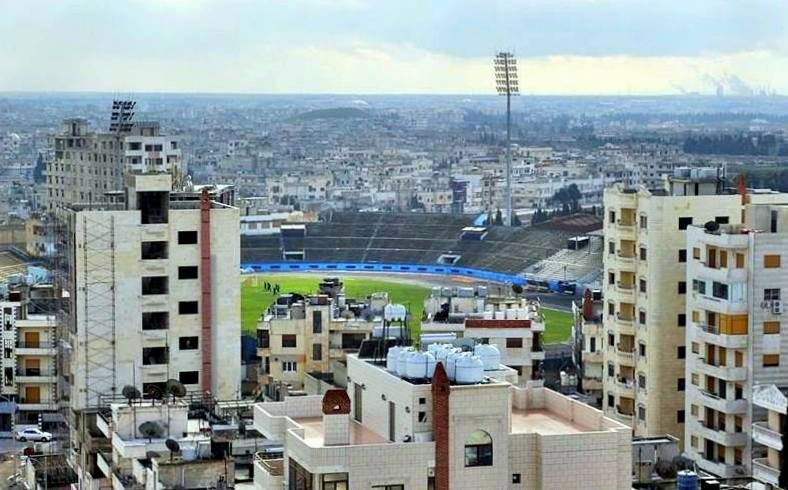
Huvudorten Homs, 2014.

Homs (arabiska: حمص, Hims eller Hums) är en provins i Syrien, med gräns mot Libanon i väster och Irak och Jordanien i sydost. Den administrativa huvudorten är Homs. Befolkningen uppgick till 1 686 000 invånare i slutet av 2008, på en yta av 40 940 kvadratkilometer. Den är landets till ytan största provins. De största städerna är Homs och al-Qusayr. Den historiska staden Palmyra ligger i provinsens centrala del. 

## Administrativ indelning
Provinsen är indelad i sex distrikt, mintaqa:
- Homs
- al-Mukharram
- Palmyra (Tadmur)
- al-Qusayr
- ar-Rastan
- Talkalakh